# ラブ&マーシー 終わらないメロディー
『ラブ&マーシー 終わらないメロディー』（ラブ・アンド・マーシー おわらないメロディー、原題: Love & Mercy）は、2014年のアメリカ合衆国の伝記ドラマ映画である。ビル・ポーラッドが監督を務めている。1980年代のブライアン・ウィルソンをジョン・キューザックが演じ、1960年代のウィルソンをポール・ダノが演じている。第39回トロント国際映画祭にてプレミア上映された。

## あらすじ
1960年代。ブライアン・ウィルソン（ポール・ダノ）は、ロック・バンドのビーチ・ボーイズの一員として数々のヒット曲を世に送り出し、商業的な成功を収めていた。バンドがツアーに出ている間、ブライアンはスタジオに入り、アルバムの製作に取り組む。スタジオ・ミュージシャンたちに支えられながら、『ペット・サウンズ』の録音が進められていく。しかし、それまでのビーチ・ボーイズの楽曲とは異なる仕上がりであったため、ツアーから戻ってきたバンドのメンバーはブライアンの仕事ぶりを批判する。ブライアンはバンドの中で孤立しがちとなり、また、バンドの元マネージャーで父親のマリーとの確執も絶えないままである。その成功にもかかわらず、ブライアンは麻薬に溺れていき、幻聴に悩まされる。
1980年代。自動車販売店を訪れたブライアン（ジョン・キューザック）は、販売員のメリンダ・レッドベター（エリザベス・バンクス）と出会う。互いの魅力に惹かれあった2人は、デートを重ねるようになる。しかし、ブライアンの担当医師のユージン・ランディ（ポール・ジアマッティ）が2人のデートに同行し、彼らの言動を監視する。ユージンはブライアンが妄想型精神分裂病を患っているのだと述べるが、メリンダはユージンの治療方法に不信感を深める。
メリンダは、ユージンによって大量の薬がブライアンに与えられていることを、ブライアンの家政婦から聞かされる。家政婦の協力を得て、メリンダはユージンの不正行為の証拠となる書類を手に入れる。そのことを知ったユージンは、自動車販売店を訪れる。メリンダは、事務室の外に立つユージンから脅迫めいた言葉を投げつけられる。しかし、メリンダが意を決して事務室から出ていくと、虚をつかれたユージンは呆気なく店を立ち去る。
ある日、車を走らせていたメリンダは、ぼんやりと歩くブライアンの姿を見つける。車に乗り込んだブライアンと共に、メリンダはブライアンの実家があるはずの場所へ向かうが、そこは既に更地となっていた。2人は車を降りて立ち尽くす。ブライアンは、ユージンとは縁を切ったとメリンダに告げて、これからはメリンダと一緒にいたいという自らの思いを彼女に伝える。見つめ合う2人の顔には、朗らかな微笑が浮かんでいるのであった。

## キャスト
※括弧内は日本語吹替。
- 1980年代のブライアン・ウィルソン: ジョン・キューザック
- 1960年代のブライアン・ウィルソン: ポール・ダノ
- メリンダ・レッドベター: エリザベス・バンクス
- ユージン・ランディ: ポール・ジアマッティ
- マイク・ラヴ: ジェイク・アベル
- デニス・ウィルソン: ケニー・ウォーマルド
- カール・ウィルソン: ブレット・ダヴァーン（相楽信頼）
- アル・ジャーディン: グレアム・ロジャース
- ハル・ブレイン: ジョニー・スニード（佐々木義人）

## 評価
Rotten Tomatoesでは、187件のレヴューで平均値は7.7点、支持率は91%だった。Metacriticでは、40件のレヴューで平均値は80点だった。

### 受賞
| 年   | 映画賞                                   | 賞                     | 対象                                                | 結果 |
| ---- | ---------------------------------------- | ---------------------- | --------------------------------------------------- | ---- |
| 2015 | 第25回ゴッサム・インディペンデント映画賞 | 最優秀男優賞           | ポール・ダノ                                        | 受賞 |
| 2015 | 第14回サンフランシスコ映画批評家協会賞   | 最優秀男優賞           | ポール・ダノ                                        | 受賞 |
| 2015 | 第14回サンフランシスコ映画批評家協会賞   | 最優秀オリジナル脚本賞 | オーレン・ムーヴァーマン マイケル・アラン・ラーナー | 受賞 |